# Robert Monier
Robert Monier (* 20. Februar 1885 in Bordeaux; † 6. Dezember 1944 ebenda) war ein französischer Segler und Rugbyspieler.

## Erfolge
Robert Monier war vor dem Ersten Weltkrieg als Rugbyspieler aktiv und bestritt zwei internationale Begegnungen für Frankreich. 1911 war er Teil der französischen Mannschaft in der Begegnung gegen Irland, ein Jahr später spielte er für Frankreich gegen Schottland. In den Jahren 1909 und 1911 wurde er mit Stade Bordelais französischer Meister. Monier, der für den Cercle de la Voile d’Arcachon segelte, nahm nach dem Weltkrieg im Segeln an den Olympischen Spielen 1920 in Antwerpen teil, bei denen er neben Félix Picon Crewmitglied der Rose Pompon unter Skipper Albert Weil war. Der einzige Konkurrent bei der Regatta war das niederländische Boot Oranje von Skipper Joop Carp. Da sich die Rose Pompon wegen Problemen mit dem Zoll verspätete, wurde die erste von drei Wettfahrten nicht ausgetragen. Die zweite und dritte Wettfahrt gewann jeweils die Oranje, sodass Monier, Picon und Weil die Silbermedaille erhielten.
Monier war wie sein Vater Weinhändler.